# 駒井卓
駒井 卓（こまい たく、1886年5月9日 - 1972年7月9日）は、動物学者。日本学士院会員。動物遺伝学、動物系統学、進化論を研究。
三毛猫にオスが少ないことを発見したことで知られる。

## 経歴
1886年、兵庫県姫路市に生まれる。旧姓・福田。東京高等師範学校卒業後、大阪府立富田林中学校で教諭を務めた。その後、東京帝国大学で動物学を学び、1917年（大正6年）に選科修了。コロンビア大学留学ののち、1925年（大正14年）京都帝国大学、東京帝大兼任教授、1947年（昭和22年）東大定年退官、1948年（昭和23年）学士院会員、1949年（昭和24年）国立遺伝学研究所部長。
1924年（大正13年）2月　東京大学 理学博士「Studies on two aberrant ctenophores, Coeloplana and Gastrodes（二種の異状なる櫛水母シロープラナ及びガストロデスの研究）」。
1942年（昭和17年）、前年に昭和天皇が江の島沖で採集したクラゲを新種として記載。コトクラゲと命名。
1950年（昭和25年）8月14日、大阪学芸大学教授の馬場菊太郎とともに葉山御用邸に出向き、昭和天皇の海洋生物などの採取に随伴。馬場とともに座談会形式で遺伝に関する進講を行う。
1972年（昭和47年）、敗血症により京都市左京区の自宅にて死去。86歳。

## 著書
- 生物学叢話 改造社 1930
- ダーウヰン伝 改造社 1932（偉人伝全集 第6巻）
- 日本人を主とした人間の遺伝 創元社 1942
- 遺伝学叢話 甲鳥書林 1944
- ダーウインの家 創元社 1947（百花文庫）
- 日本の資料を主とした生物進化学 培風館 1948
- 遺伝と家系 北隆館 1949
- 動物学上著名な日本産動物 甲文社 1949
- ショウジョウバエの遺伝と実験 培風館 1952
- ダーウィン その生涯と業績 培風館 1959
- 遺伝学に基づく生物の進化 培風館 1963

共編著
- 最近の生物学 第1－5巻 木原均共編 培風館 1950－55
- 人類を主とした遺伝学 培風館 1952
- 集団遺伝学 酒井寛一共編 培風館 1956

翻訳
- 遺伝学と種の起原 テオドシウス・ドブジャンスキー、高橋隆平共訳 培風館 1953

## 論文
- 国立情報学研究所収録論文 国立情報学研究所
- Komai, T. (1956), Genetics of ladybeetles

- Komai, T. (1951), “Notes on lingual gymnastics: Frequency of tongue rollers and pedigrees of tied tongues in japan”, Journal of Heredity 42 (6):  293-297

- Komai, T. (1968), “Pavlov and genetics”, Journal of Heredity 59 (5):  311-312

- Komai, T. (1950), “Photograph of a man with a tail”, The Journal of Heredity 41 (9):  247-248

- Komai, T. (1967), “T. H. morgan's times: A japanese scientist reminisces”, Journal of Heredity 58 (5):  247-250

- Komai, T. (1953), “Three japanese pedigrees of typical brachydactyly”, Journal of Heredity 44 (2):  79-85

- Komai, T.; CHINO, M.; HOSINO, Y. (1950), “Contributions to the evolutionary genetics of the lady-beetle, harmonia. I. geographic and temporal variations in the relative frequencies of the elytral pattern types and in the frequency of elytral ridge”, Genetics 35 (5-1):  589-601

- Komai, T.; Fukuoka, G. (1934), “Post-natal growth disparity in monozygotic twins”, Journal of Heredity 25 (10):  423-430

- Komai, T.; Ishihara, T. (1956), “On the origin of the male tortoiseshell cat”, Journal of Heredity 47 (6):  287-291

- Komai, T.; KISHIMOTO, K.; OZAKI, Y. (1955), “Genetic study of microcephaly based on japanese material”, American Journal of Human Genetics 7 (1):  51-65

- Komai, T.; KUNII, H.,; OZAKI, Y. (1956), “A note on the genetics of van der hoeve's syndrome, with special reference to a large japanese kindred”, American Journal of Human Genetics 8 (2):  110-119

## 関連人物
- 徳田御稔 - 京大時代に指導した大学院学生